# غلنت (كورنوال)
غلنت (بالإنجليزية: Golant)‏ هي قرية تقع في المملكة المتحدة في كورنوال.